# Trimurti

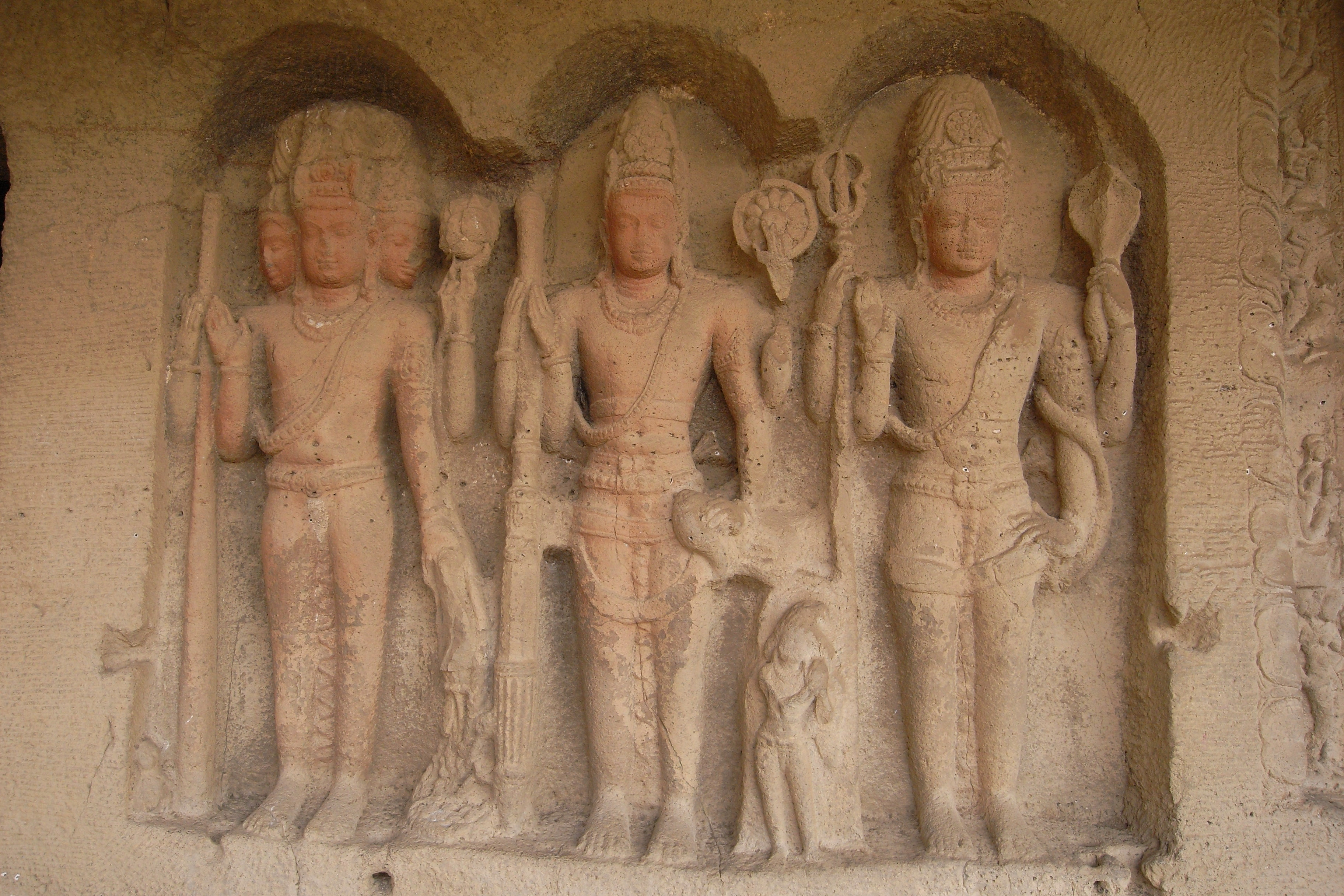
Avbildning av trimurti. Från vänster till höger: Brahma, Vishnu och Shiva.

Trimurti (sanskrit: त्रिमूर्ति trimūrti) är en hinduisk uppfattning om gudomlig treenighet. Enligt hinduismen är världssjälen Brahman den enda sanna guden, men tar många former och genomsyrar hela universum. Trimurti - sanskrit för tre former, där tri betyder tre och murti former - är Brahmans tre viktigaste delar, och består av Brahma - skaparen, Vishnu - uppehållaren och Shiva - förstöraren.
Genom att representera både skapelsen, förstörelsen och uppehållandet representerar trimurti alla aspekter av gudomligheten. I konsten har detta avbildats i form av tre huvuden på en hals som alla tittar åt olika håll: intet varken skapas, förstörs eller bibehålls utan de tre gudomligheternas bifall eller enstämmighet eftersom de tillsammans alla är essentiella för alla livsformer.
Den trehövdade avbildningen av trimurti var vanligt förekommande i sakral konst för cirka 2 000 år sedan, men bhakti- och vedantarörelser under det första årtusendet har kraftigt minskat dess teologiska signifikans. I de större nutida hinduiska riktningarna har Brahma ingen framskjuten plats, medan antingen Vishnu, Shiva eller Devi uppfattas på monoteistiskt sätt som Ishvara. I den fjärde stora nutida hinduiska riktningen, advaita-vedanta, betraktas alla gudomar - i synnerhet Vishnu, Shiva, Devi, Surya, Ganesha och Skanda-Murugan - som likvärdiga manifestationer av Brahman. Bland många vaishnava lever föreställningen i modifierad form: Brahma och Shiva kan betraktas som lägre uppenbarelseformer av Vishnu.
De tre gudomligheterna har kallats "Hindutriaden", eller "Stora treenigheten", ofta kallad "Brahma-Vishnu-Maheshwara." Med tiden har trimurti tappat betydelse inom den hinduiska tron.

## Bakgrund
Genom hinduismens historia har olika former av treenigheter förekommit, men har ändrats från de tidiga gudarna som skapades av människans rädsla och vördnad inför naturen och hennes oförmåga att hantera den, då naturliga fenomen personifierades och tillbads, till de mer samtida gudarna som snarare än ingjuta fruktan skulle kontrollera människan och naturen. Den första treenigheten i hinduismens historia bestod av gudarna för dag och natt, jord och himmel - Varuna, Mitra och Aryaman. De kom att ersättas av Vayu, Agni och Surya i takt med att nya koncept och tankar infördes i hinduismen, och Vayu kom i tron att ersättas av Indra.
När Puranas kom att författas hade naturen slutat vara fullt så skrämmande och i takt med att människan lärde sig förstå och kontrollera allt fler naturliga fenomen övergick de tidigare begränsade gudarna som enbart kunde kontrollera enskilda delar av naturen till en högre makt som både kunde kontrollera människan och naturen samt trösta människan under hårda perioder. Den högre makten kom att bestå, så som den fortfarande gör, av Brahma, Shiva och Vishnu. Brahma representerar jorden där alla levande varelser bor, och därigenom skaparen. Vishnu representerar vattnet, som gör att de levande varelserna på jorden kan överleva, och Shiva representerar elden, som förstör världen. Dessutom representerar Brahma passionen och lustan - som också krävdes för att skapa världen, Vishnu nåden - som är essentiell för att världen skall överleva - och Shiva mörkret och vreden, som i sin tur kommer att förstöra universum.